# Théodoric-Nilammon Lerminier
Théodoric-Nilamon Lerminier, né à Abbeville le 27 juin 1770 et mort le 8 juin 1836 à Paris, est un médecin français. Élève de Jean-Nicolas Corvisart, il fut médecin de l'Hôtel-Dieu de Paris et de La Charité et membre de l'Académie de médecine. 

## Biographie
Fils d'un avocat, Lerminier avait commencé à étudier la médecine, mais il fut obligé de partir comme simple soldat. Il parvint cependant à se faire employer en qualité de chirurgien dans les hôpitaux militaires, et acheva ses études médicales après avoir quitté le service. Il fut reçu docteur en médecine en 1797 à la faculté de Caen.
Il fut un des premiers élèves de Jean-Nicolas Corvisart à l'École de médecine de Paris, école de santé si féconde en sujets distingués. En 1805, il soutint sa thèse sur les crises, composée d'après les doctrines des anciens.
Envoyé, en 1806, en Bourgogne, où la présence de prisonniers austro-russes avait fait déclarer une épidémie, il rivalise de zèle et de talent avec M. Desgenettes, auquel il a été adjoint.
À son retour il est nommé médecin de l'Hôtel-Dieu de Paris, et membre de la Société de médecine de Paris. En 1808, à la mort de Le Clerc, il est nommé médecin par quartier de l'empereur, et fait en cette qualité les campagnes d'Espagne et de Russie : il mérite la décoration de l'Ordre de la Réunion par son zèle à secourir les soldats blessés dans la fatale retraite de 1812.
En 1813, il se consacre tout entier au traitement des soldats malades du typhus qui encombrent les salles de la Pitié.
Le roi récompensa ces derniers services en le nommant, en 1814, chevalier de la Légion d'honneur. Nommé ensuite médecin de l'hôpital de la Charité, il y établit un cours de médecine pratique vraiment utile mais qui est peu suivi.
Lerminier, froid praticien, manquait de ce jugement rapide qui constitue le véritable médecin. Sans originalité dans les idées, sans imagination, il n'avait pas ce qu'il fallait pour attirer les élèves. Son diagnostic est trop souvent erroné, son pronostic trop peu sûr, sa manière de faire la médecine trop méticuleuse, pour qu'il puisse voir sa visite suivie par un grand concours d'élèves.
Lerminier avait eu pour un temps une très grande réputation dans les provinces : elle se rétrécit ensuite à Paris au cercle de ses malades, qui, grâce à la place qu'il occupait étaient assez nombreux.
Reçu à l'académie royale de médecine, il écrit plusieurs articles du Dictionnaire des sciences médicales, et c'est en partie d'après ses leçons qu'Andral et Louis ont rédigé leur Cours de clinique médicale. 
Il publia en 1805 une thèse intitulée Propositions sur la coction et sur les crises présentée à l'École de médecine de Paris.
Victor de Broglie raconte dans ses Souvenirs qu'à l'automne 1828 il demanda à Lerminier de venir examiner sa mère malade : celui-ci se déclara inquiet de l'état de la patiente mais ne parvint pas à identifier son mal, dont elle mourut quelques jours après.

## Sources
- Dictionnaire encyclopédique Larousse du XIXe siècle, en huit volumes.
- Claude-Augustin Vieilh de Boisjolin, Alphonse Rabbe et Charles-Augustin Sainte-Beuve, Biographie universelle et portative des Contemporains : Dictionnaire historique des hommes vivants et des hommes morts (de 1788 à 1828), vol. 3, Chez l'Éditeur, 1836 (lire en ligne)